# گولم تسالیم
گولم تسالیم (به بلغاری: Golem Tsalim) یک منطقهٔ مسکونی در بلغارستان است که در ساندانسکی واقع شده‌است.